# Piet Oudolf
Piet Oudolf (Haarlem, 27 oktober 1944) is een internationaal bekende Nederlandse tuinarchitect. Hij woont en werkt sinds 1982 in Hummelo in de Gelderse Achterhoek. Met name in Zweden, Groot-Brittannië en de Verenigde Staten geniet hij aanzienlijke bekendheid. Naar eigen zeggen wordt hij in Groot-Brittannië weleens herkend op straat, terwijl zijn werk in Nederland niet op lijkt te vallen. Oudolfs bekendste werk is waarschijnlijk zijn ontwerp van de Gardens of Remembrance in New York. Deze tuinen herinneren aan de mensen die omkwamen tijdens de aanslagen op 11 september 2001. Piet Oudolf, wijlen Henk Gerritsen van de Prionatuinen en schilder/ontwerper Ton ter Linden worden gezien als de belangrijkste representanten van The Dutch Wave. Natuurlijke plantengemeenschappen, kunst en tijd (seizoenen) zijn hun inspiratiebronnen.
Op 2 oktober 2022 ontving Oudolf de Sikkens Prize in Museum Voorlinden te Wassenaar. Bij dezelfde gelegenheid werd ook planetoloog Carolyn Porco met deze prijs onderscheiden. Volgens het juryrapport vormen Porco en Oudolf “… een mooie combinatie: van het schitterende palet van hemellichamen naar de gedempte kleuren van tuinen. Bij de uitreiking staan we geworteld in de aarde, in een paradijselijke tuin, en richten onze blik omhoog naar de overrompelende schoonheid van het heelal.”
In mei 2023 werd Oudolf tijdens de Chelsea Flower Show onderscheiden met de Elizabeth Medal of Honour uit handen van koning Charles III. Hij is hiermee de eerste buitenlandse persoon die gedecoreerd is met deze medaille.

## Kwekerij en modeltuin
De privétuin (4.000 m²) van Oudolf aan de Broekstraat in Hummelo was open voor publiek tot einde oktober 2018. De tuin hoort bij de boerderij die de naam De Koesterd draagt. Deze boerderij stamt uit 1850 en herbergde vroeger een pension. De bijbehorende kwekerij werd hoofdzakelijk door Oudolfs vrouw beheerd. De Oudolfs zijn gespecialiseerd in siergrassen en zijn belangrijke initiators van het verschijnen van siergrassen in tuinen over de hele wereld. De Grassendagen in september trokken jaarlijks honderden bezoekers uit binnen- en buitenland. De kwekerij is op 15 november 2010 gesloten.

## Future Plants
Oudolf is een van de oprichters van het bedrijf 'Future Plants', een bedrijf dat zich richt op het selecteren, telen, kweken en de bescherming van planten die nuttig zijn en beschikken over alle nodige kwaliteiten voor landschapsarchitectuur en openbaar groen.

## Portfolio

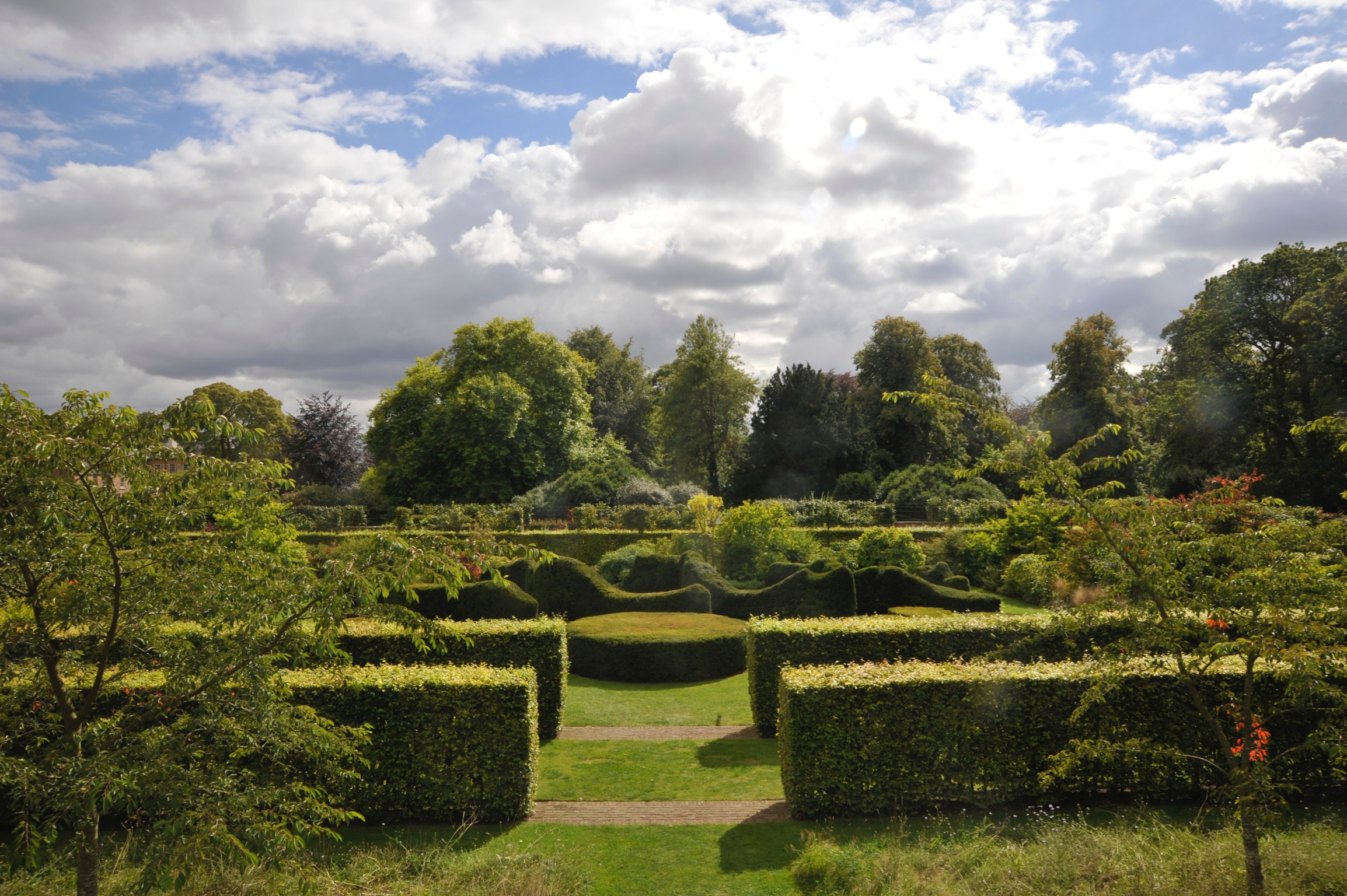
Scampston Walled Garden

- Nederland: o.a. Gustav Mahlerplein Amsterdam, de paleistuin van Paleis Huis ten Bosch in Den Haag, de archeologietuin van het Verzonken Kasteel in Etzenrade, ingang van de botanische tuin van De Uithof in Utrecht, de Vlinderhof in het Máximapark in Vleuten-De Meern, de openbare tuin van het Reumaverpleeghuis in Rotterdam, alsmede de museumtuinen van het Singer Museum in Laren en van Museum Voorlinden in Wassenaar.
- Denemarken: tuin bij restaurant Noma in Kopenhagen.
- Zweden: o.a. Het Dream Park in Enköping, havenpromenade in Sölvesborg en Trädgårdsföreningens park in Göteborg.
- Duitsland: gedeelte van het Grafelijk Park te Bad Driburg, “Oudolf Garten”, tuin naast het Vitra Huis / Vitra Design Museum in Weil am Rhein.
- Groot-Brittannië: Pensthorpe Waterfowl Trust in Fakenham, Norfolk, de rechtbanktuin bij Hampton Court Palace in Londen, een historisch landschapspark bij Stoke-on-Trent (samen met Tom Stuart Smith) en het ontwerp voor Pottersfield, een klein park naast de Tower Bridge in Londen, tuin bij de Serpentine Gallery in Londen, en het Camden High Line Park in Londen.
- Canada: Ingang voor de botanische tuin in Toronto.
- Verenigde Staten: Masterplan voor Battery Park in Manhattan, New York. Verantwoordelijk voor de 'Gardens of Remembrance' en de 'Bosque', een 6000 vierkante meter groot gebied met platanen, de High Line in New York en het nieuwe hoofdkwartier van Goldman Sachs in New York, Lurie Garden in Millennium Park in Chicago (in samenwerking met Gustafson Guthrie Nichol en Robert Israel) en een stadspark in Detroit.

## Prijzen
- 2000: Gouden medaille en de titel Best of Show op de Chelsea Flower Show in Londen
- 2002: Gold Veitch Memorial medal van de Royal Horticultural Society
- 2004: Award voor Excellence in Design van de kunstcommissie van de stad New York
- 2009: Dalecarlica Award 2009 van de Swedish Park commissioners
- 2010: Award of distinction door de Association of Professional Landscape Designers
- 2013: Prins Bernhard Cultuurfonds Prijs[7]
- 2014: Rotterdam-Maaskantprijs[8]
- 2018: Singerprijs[9]
- 2019: Lifetime achievement award van de Britse Society of Garden Designers[10]
- 2021: Honorary Royal Designer for Industry

## Boeken
- Ontwerpen met planten; met Noel Kingsbury; vertaling en bewerking Hanneke van Dijk. Zeist, Terra en Tiel,Lannoo, 2000. ISBN 978-90-8989-502-8. 160 blz.
- Plannen en planten; een nieuw perspectief. Met Noel Kingsbury; vertaling en bewerking Hanneke van Dijk. Houten, Terra Lannoo, 2013. ISBN 978-90-898-9549-3. 280 blz.
- Droomplanten; de nieuwe generatie tuinplanten. Met Henk Gerritsen. Warnsveld, Terra Lannoo, 2005. ISBN 90-5897-096-5. 144 blz.
- Méér droomplanten; natuurlijk en betrouwbaar; Henk Gerritsen en Piet Oudolf. Warnsveld, Terra, 1999. ISBN 90-6255-896-8.
- Designing with Plants (samen met Noël Kingsbury)
- Planting Design (samen met Noël Kingsbury)
- Designing with Grasses (samen met Michael King)
- Dreamplants for the Natural Garden (met Henk Gerritsen)
- More Dreamplants (met Henk Gerritsen)

## Curaties
- See All This Art Magazine #30 Paradise Found[11]

## Trivia
- Arriva rijdt in Gelderland met treinstel 10256, dat de naam 'Piet Oudolf' draagt